# Иван Кутузов (офицер)
Иван Степанович Кутузов (на руски: Иван Степанович Кутузов) е руски офицер, полковник. Участник в Руско-турската война (1806 – 1812).

## Биография
Иван Кутузов е роден през 1779 г. в семейството на потомствен дворянин от Тверска губерния. Ориентира се към военното поприще. Постъпва на служба в батальон за строителство на дворци и градини в Павловск (1792). Служи в 6-и морски батальон. Присвоено му е първо офицерско звание подпоручик. Бойното му кръщене е при потушаването на Косцюшкото въстание в Полша (1794).
Участва във войната на Втората антинаполеоновска коалиция срещу Франция. В битката при Алкмар е ранен и пленен (1799).
Завръща се в армията и е назначен в Софийския мускетарски полк (1802).
Участва във войната на Четвъртата антинаполеоновски коалиции срещу Франция (1805 – 1807). Отличава се в битките при Прейсиш-Ейлау, Хайлсберг и Фридланд (1807). Повишен е във военно звание полковник и е назначен за командир на Софийския мускетарски полк (1807).
В Руско-турската война (1806 – 1812). се проявява при щурма на Браила и превземането на Никопол. Назначен е за почетен командир на Виборгския мускетарски полк от 19 октомври 1810 г. Командир на отряд при второто превземане на Ловеч на 31 януари 1811 г. Награден е с орден „Свети Георги“ IV степен. Завършва войната с превземането на Русе и село Слободзея (1811).
В отразяването на нападението на Наполеон Бонапарт срещу Русия се проявява в битките при Брест и Волковиск (1812).
Във войната на Шестата антинаполеоновска коалиция срещу Франция (1813 – 1814) е командир на 1-ва бригада от 22-ра пехотна дивизия. Бие се храбро в битките при Торн, Бауцен, Дрезден и Лайпциг (1813). При последната е ранен в гърдите при подстъпите на града и умира на 12 октомври 1813 г. Погребан е в град Хале, Германия.